# Rivière Eaton
Rivière Eaton är ett vattendrag i Kanada.   Det ligger i provinsen Québec, i den sydöstra delen av landet, 300 km öster om huvudstaden Ottawa.
I omgivningarna runt Rivière Eaton växer i huvudsak blandskog. Runt Rivière Eaton är det ganska glesbefolkat, med 31 invånare per kvadratkilometer.